# Otto Fabian von Wrangell
Otto Fabian von Wrangell auch Wrangel (* 8. Februarjul. / 18. Februar 1655greg. in Reval; † 8. Dezemberjul. / 19. Dezember 1726greg.) war ein estländischer Ritterschaftshauptmann.

## Leben
Otto Fabian war Angehöriger des baltischen Adelsgeschlechts Wrangel. Seine Eltern waren der schwedische Kapitän, estländische Ritterschaftshauptmann und Landrat sowie Rittergutsbesitzer Fabian von Wrangell (1614–1689) und Anna Dorothea, geborene von Lode († 1661).
Er vermählte sich 1702 mit Christina Eleonore Freiin von Fersen (1679–1704), einer Tochter des schwedischen Feldmarschalls Otto Wilhelm von Fersen (1623–1703). Die Ehe blieb ohne Kinder.
Wrangell besuchte das Revaler Gymnasium und studierte anschließend, von 1674 bis 1775 in Leipzig. Eine Kavalierstour nach Deutschland, Italien, Frankreich und Holland schloss sich an. 1676 stand als Leutnant im Regiment des Grafen Königsmarck in französischen Militärdiensten. 1681 avancierte er zu Rittmeister und muss wenig später seinen Abschied erhalten haben.
Nach der Rückkehr auf seine estländischen Güter Mönnikorb, Hoebbet und Kurnal wurde er 1694 Mannrichter. In den Jahren 1697 bis 1701 war er Ritterschaftshauptmann und von 1701 bis 1711 Landrat. Der St.-Jürgens-Kirche in Harrien schenkte er 1718 eine silberne Altarkanne.

## Werk
Er verfasste eine Landeschronik, die 1845 von Julius von Paucker aufbereitet und von der Ehstländischen Litärischen Gesellschaft herausgegeben wurde. Dieses Werk gilt als die bedeutende glaubwürdige Chronik der Geschichte Livlands (Estland und Lettland).
- Landrath Wrangell's Chronik von Ehstland nebst angehängten Ehstländischen Capitulations-Punkten und Nystädter Friedensschluß. Heinrich Laakmann, Dorpat 1845, (Digitalisat auf Google Books)